# Stadt Meissen
Der Raddampfer Stadt Meissen wurde 1838 in der Schiffswerft J. W. Klawitter in Danzig gebaut. Das Schiff wurde unter dem Namen Havel auf Kiel gelegt.

## Die Zeit bis 1852
Die Havel hatte einen hölzernen Schiffsrumpf in Klinkerbauweise. Nach der Indienststellung als Glattdeckdampfer fuhr das Schiff für die Königlich Preußische Seehandlung und wurde unterschiedlich eingesetzt, unter anderem zum Personen- und Gütertransport zwischen Potsdam und Hamburg. Bereits ein Jahr nach der Inbetriebnahme zeigten sich Schäden am Schiffskörper, hervorgerufen durch Erschütterungen beim Betrieb der Dampfmaschine. Auf der Havel befand sich der Schornstein anders als bei anderen Schiffen nicht zwischen den Radkästen, sondern war weiter auf das Achterschiff versetzt. Während der Sommermonate wurde sie häufig zu Vergnügungsfahrten von Potsdam aus zur Pfaueninsel eingesetzt. Diese Fahrten waren derart beliebt, dass schon 1838 für 1080 Taler eine reich verzierte Gondel als Schleppboot für die Havel angeschafft wurde. In der Tagespresse wurden die Abfahrten ab Potsdam bekanntgegeben. An Tagen, an denen die Insel für das Publikum zugänglich war, gab es sechs Hin- und Rückfahrten, die erste Abfahrt bereits früh um 6,30 Uhr. Im Sommer 1846 nahm die Eisenbahn ihren Betrieb von Berlin nach Magdeburg auf und Ende des Jahres den Zugverkehr zwischen Berlin und Hamburg, was zur Einstellung des Schiffsverkehrs auf dieser Route führte.

## Die Zeit nach dem Verkauf
Am 19. April 1852 kaufte die Vereinigte Sächsisch-Böhmische Dampfschiffahrt das Schiff für 2500 Taler. Nach einem Umbau wurde das Schiff als Stadt Meissen in Dienst gestellt. Es wurde für den Personen- und Güterverkehr zwischen Dresden und Meißen eingesetzt. Im Herbst 1857 wurde das Schiff ausgemustert und zum Abwracken verkauft.

## Die Dampfmaschine
Die Dampfmaschine war eine oszillierende Niederdruck-Zweizylinder-Zwillings-Dampfmaschine der Bauart John Penn mit einer Leistung von 96 PS. Die Maschine, wie auch der Zwei-Flammrohr-Kofferkessel, wurden von der Maschinenbaufirma William Fairbairn & Co. in Manchester gebaut.

## Kapitän des Schiffes
- Friedrich Gotthelf Keilig 1855–1857